# غناء الطنابرة
الطنابرة هو الشكل الغنائي الذي راج في السودان قبل ظهور أغاني الحقيبة، وحسب المؤرخون فإن التاريخ المدون للأغنية السودانية يبدأ بغناء الطنابرة وهو شكل من أشكال الغناء يستخدم فيه صوت (الطنبور) الذي يصدره بعض الرجال من حناجرهم يصاحبه عادة تصفيق باليدين ويكون مصاحباً لإلقاء شعري أشبه بالموال.

## البداية
كانت بداية غناء الطنابرة في مطلع القرن العشرين بالتحديد في العام 1900ميلادية، وكان مغنوا هذا الشكل الغنائي-الطنابرة- لا يستخدمون آلة موسيقية،ويقومون بإصدار صوت بالكرير من الحنجرة ووضع الید على الفم مع الصفقة بالأيدي وكانت تأدية هذا الشكل الغنائي تحتاج إلى أصوات قوية وقدرة هائلة على التحكم في الصوت وتنغيمه. وحسب الكاتب حاتم الياس غناء الطنابرة القائم على التنغيم الحلقي كان مرتبطاً بنمط رعوي، القيمة فيه الرمزية والمادية للماشية، من أبقار وجمال وغيرها؛ فكان صوت (الكرير) في حقيقته هو محاكاة لرمزيات هذه البنية الرعوية.

## فترة الإزدهار
ازدهر غناء الطنابرة وتسيد مغنوه الساحة الغنائية عقب نشأة امدرمان ما بعد حكم الدولة المهدية، ومع بداية الحكم الإنجليزي ومن أشهر مغني الطنابرة ود الفكي وهو من كبوشية وود الحدار وود الجوخ وعبد الغفار فضل المولي وحامد عثمان والطيب الإنجليزي.

## الإنحسار
انضم لـ(الطنابرة) المغني محمد أحمد سرور في بداياته، وقام بعد ذلك بإستحداث ما أصبح أغاني الحقيبة التي ادت إلى انحسار غناء الطنابرة، حيث حدد المؤرخون نهاية غناء الطنابرة بشكله التقليدي في العام  1919.